# Mazić
Mazić (szerbül: Мазић), falu Bosznia-Hercegovinában, Bosanska krajina területén, Novi Grad községben, a Szerb Köztársaságban. 

## Fekvése
Bosznia-Hercegovina nyugati részén, Banja Lukától légvonalban 68, közúton 85 km-re északnyugatra, községközpontjától légvonalban 5, közúton 7 km-re északkeletre, az Una völgyétől keletre fekvő dombvidéken, 200 – 350 méteres tengerszint feletti magasságban fekszik. Legmagasabb pontja a 341 méter magas Mazićka glava. Több, kis településből áll.

## Népessége
| Nemzetiségi csoport | Népesség 1991 | Népesség 2013 |
| ------------------- | ------------- | ------------- |
| Szerb               | 131           | 83            |
| Bosnyák             | 0             | 0             |
| Horvát              | 0             | 3             |
| Jugoszláv           | 0             | 0             |
| Egyéb               | 1             | 1             |
| Összesen            | 132           | 87            |

## Története
A település 1878-ig tartozott az Oszmán Birodalomhoz, ekkor a berlini kongresszus határozata alapján az Osztrák-Magyar Monarchia része lett. 1879-ben az első osztrák-magyar népszámlálás során a Kostajnicai járáshoz tartozó Novi község részeként a településnek 11 háztartása és 55 ortodox szerb lakosa volt. 1910-ben a Novi járásba tartozó községben 18 háztartást, 135 ortodox szerb és 4 katolikus lakost találtak.
A monarchia szétesésével 1918-ben előbb a Szerb-Horvát-Szlovén Királyság, majd 1929-től a Jugoszláv Királyság része. 1921-ben a községnek 19 háztartása és 120 lakosa volt. Jugoszlávia megszállása után a falu a Független Horvát Állam (NDH) része lett. 1945-től a település a szocialista Jugoszlávia része volt. A Bosznia-Hercegovinában zajló polgárháború idején a település a Boszniai Szerb Köztársaság része volt. A daytoni békeszerződést követő területfelosztásnál a település, Novi Grad község részeként a Szerb Köztársaság területéhez került. 